# Gladys Pearl Baker
Gladys Pearl Baker Mortensen Eley (de nacimiento Monroe; 27 de mayo de 1902 - 11 de marzo de 1984) fue la madre de la actriz estadounidense Marilyn Monroe.

## Juventud
Gladys Pearl Monroe nació el 27 de mayo de 1902 en Piedras Negras, Coahuila, México. Su nacimiento en México fue circunstancial ya que su familia de origen estadounidense y se encontraba en México por trabajo en ese momento. Su madre, Della Mae Monroe (de soltera, Hogan), nació en Arkansas y su padre, Otis Elmer Monroe, era un aspirante a pintor de Indianápolis, que trabajaba para el Ferrocarril Nacional.

## Primer matrimonio
En 1917, Gladys se casó con Jasper Newton "Jap" Baker (1886-1951) y dio a luz un hijo, Robert Kermit "Jackie" (1918-1933), seguido de una hija, Berniece Inez Gladys. Después de incidentes abusivos, ella le solicitó el divorcio a su marido en 1921, lo que lo llevó a secuestrar a los niños y criarlos en su Kentucky natal.

## Segundo matrimonio y Marilyn Monroe
En 1924, Gladys se casó con el inmigrante noruego Martin Edward Mortensen (1897-1981). Se divorciaron unos años más tarde, después de que ella conociera a su superior en RKO Pictures, Charles Stanley Gifford (1898-1965). Mientras trabajaba para él como cortadora de negativos de película, quedó embarazada y dio a luz a su tercera y última hija, Norma Jeane Baker, el 1 de junio de 1926, en Los Angeles County Hospital. A menudo se suponía que Gifford era su padre, aunque la identidad permaneció incierta hasta 2022, cuando las pruebas de ADN confirmaron que él era el padre. Gladys la registró con el apellido Mortenson en el certificado de nacimiento de Norma Jeane, utilizando el de su exmarido y especificando su dirección como desconocida. Norma Jeane fue bautizada con el apellido Baker, en un acto de su abuela Della para ocultar la ilegitimidad. Della Monroe murió poco después de un ataque al corazón en el Departamento de Hospitales Estatales-Metropolitano en Norwalk, en el condado de Los Ángeles, el 23 de agosto de 1927. El hermano de Gladys, Otis, desapareció en octubre de 1929 y fue declarado muerto en 1955.
Baker colocó a Norma Jeane con los padres adoptivos evangélicos Albert e Ida Bolender en el pueblo rural de Hawthorne. En el verano de 1933, Baker compró una pequeña casa en Hollywood con un préstamo de Home Owners' Loan Corporation y se mudó con su hija. Compartieron la casa con los inquilinos, los actores George y Maude Atkinson y su hija, Nellie. En enero de 1934, Baker tuvo un colapso mental y fue diagnosticada con esquizofrenia paranoide. Después de varios meses en una casa de reposo, fue internada en el Hospital Estatal Metropolitano. Norma Jeane pasó a estar bajo la tutela del estado, y la amiga de su madre, Grace Goddard, se hizo responsable de los asuntos de ella y de su madre.

## Tercer matrimonio
Gladys se casó por tercera vez en 1949 con el electricista John Stewart Eley. Él murió tres años después de una infección cardíaca.

## Últimos años
Fuera del hospital, Baker trabajó en una residencia de ancianos en el vecindario Eagle Rock de Los Ángeles y como ama de llaves en Los Ángeles. Norma Jeane, quien se convirtió en actriz con el nombre artístico de Marilyn Monroe (adoptando el apellido de soltera de su madre), le enviaba dinero regularmente. Baker ingresó en el Sanatorio de Rockhaven en 1953 y Monroe la apoyó con $ 250 al mes. Fue atendida por la gerente comercial de Monroe, Inez Melson, hasta la muerte de Monroe en 1962. 
Su hija dejó a Gladys un fondo fiduciario de $100,000, de los cuales ella recibió $5,000 al año. Hizo múltiples intentos de escapar del sanatorio. En 1963, se informó que caminó 15 millas hasta la Iglesia Bautista Lakeview Terrace. Tras ser trasladada al Camarillo State Mental Hospital, fue dada de alta en 1967 y pasó a vivir con su hija Berniece, hasta mudarse a una casa de retiro en Gainesville, Florida, donde falleció el 11 de marzo de 1984.

## En la cultura popular
La salud mental de Baker fue controvertida en la carrera de su hija al principio. En una entrevista con Los Angeles Daily News, Monroe declaró

Mi madre pasó varios años en el hospital. A través del condado de Los Ángeles, mi guardiana me puso en varias familias adoptivas y pasé más de un año en el orfanato del condado de Los Ángeles. No he conocido a mi madre íntimamente, y como soy una adulta y ahora puedo ayudarle la he contactado. Ahora le ayudo y quiero seguir ayudándole mientras me necesite.:
Marilyn Monroe

A lo largo de los años, la relación de Baker con sus hijos se convirtió en tema de debate y se tocó en muchas películas sobre Monroe, como: My Week With Marilyn (2011), donde se la menciona pero no se le ve en la pantalla; The Secret Life of Marilyn Monroe (2015), donde es interpretada por Kelli Garner ; y Blonde (2022), donde es interpretada por Julianne Nicholson.